# Cap Boujdour
Le cap Boujdour, anciennement cap Bojador (en portugais : Cabo Bojador), est situé au Maroc qui l'inclut dans le découpage administratif des provinces du Sud. La ville de Boujdour se trouve à proximité.

## Histoire
Le cap a longtemps été considéré par les Européens comme la limite méridionale du monde. Une légende disait qu'une mer des Ténèbres s’étendait après le cap Bojador. Il était surnommé « cap de la Peur » (Cabo do Medo) par les Portugais : de hautes vagues et des récifs aux arêtes tranchantes y rendaient la navigation dangereuse. À vingt-cinq kilomètres des côtes de Boujdour, en pleine mer, la profondeur est à peine de deux mètres. La disparition des embarcations qui tentaient de le contourner fit naître le mythe de l'existence de monstres marins et la réputation de limite infranchissable. Les Portugais pensaient qu'au niveau de l'équateur, l'eau bouillonnait et la peau devenait noire.
En octobre 1405, Jean de Béthencourt, roi des Canaries, est emporté par une tempête avec trois galères au-delà du cap Bojador, qu'il est donc le premier Européen à franchir pour débarquer sur la côte africaine,.    
Les Portugais, qui cherchent une voie maritime permettant d'atteindre les Indes, franchissent le cap en 1434 avec Gil Eanes, sous l'impulsion d'Henri le Navigateur. C'est en effet en mai de cette année-là qu'Eanes embarque, avec seulement quinze hommes, sur un bateau partiellement couvert, d'à peine trente tonneaux, disposant d'un seul mât, d'une voile ronde unique et pouvant être mû à la rame. Approchant du cap Boujdour, il décide de manœuvrer vers l'ouest, s'éloignant ainsi de la côte africaine. Après une journée entière de navigation loin des côtes, il découvre une baie protégée des vents. Virant sud-est, il comprend vite que le cap tant redouté est derrière eux. Ce voyage reste un des épisodes les plus importants de la navigation portugaise : il met fin aux vieux mythes et surtout ouvrit la route aux explorations portugaises de l'Afrique.    
Progressant vers le sud, le franchissement du cap Bojador ne fut qu'une étape sur la route des Indes qui seront finalement atteintes plus de soixante années après par Vasco de Gama en 1497.